# Euploea dealbata
Euploea dealbata är en fjärilsart som beskrevs av Hans Fruhstorfer 1910. Euploea dealbata ingår i släktet Euploea och familjen praktfjärilar. Inga underarter finns listade i Catalogue of Life.